# Иващенко, Татьяна Петровна
Татьяна Петровна Иващенко (род. 1964, Киев) — украинская писательница, драматург.

## Биография
Родилась и живёт в Киеве (Украина). Окончила Национальный университет культуры и искусств. Много лет работала в Киевском государственном институте театрального искусства им. Карпенко-Карого. Член Гильдии драматургов Украины. В её творческом багаже 15 пьес, 10 из которых увидели свет рампы, в театрах Украины создано 21 спектакль.
В 1993 году была поставлена первая пьеса «Принц, водитель трамвая». Спектакль создала «Свободная группа» (Киев).
В 1996—1998 гг. в Киевском академическом драматическом театре на Подоле (Театр на Подоле) были поставлены пьесы: "Сумей за хвост поймать чертёнка, или Как выйти замуж « (1996, комедия), „Я убил“ по пьесе „Вольный стрелок“»(1997, триллер), «Тайна бытия» («Таїна буття»,1998, пьеса о жизни украинского писателя Ивана Франко).
В 2001—2003 гг. Киевский Украинский Малый Драматический Театр поставил комедию «Заказываю любовь» («Замовляю любов», 2001) и молодёжную драму «Бегство от реальности» («Втеча від реальності», 2003).
В 2004 г. Театральная мастерская «Созвездие» («Сузір’я», г. Киев) поставила драму «Мне тесно в имени своем» о трагической любви великой танцовщицы Айседоры Дункан и русского поэта Сергея Есенина.
В 2005 году в свой репертуар включили пьесу «Бегство от реальности» три театра: Житомирский музыкально-драматический театр им. Ивана Кочерги, Ивано-Франковский музыкально-драматическом театре им. Ивана Франко, Луганский академический украинский музыкально-драматический театр. В этом же году состоялись две премьеры драмы «Тайна бытия» во Львовском музыкально-драматическом театре им. Юрия Дрогобыча и Луганском академическом украинском музыкально-драматическом театре («…Мені являлась любов»).
В 2006 году состоялась премьера комедии «Заказываю любовь», в Житомирском музыкально-драматическом театре им. Ивана Кочерги.
В 2007 году Киевский академический Молодой театр осуществил постановку комедии «Empty trash» (Сжигаем мусор — Спалюємо сміття).
В 2012 году во Львовском областном музыкально-драматическом театре им. Юрия Дрогобыча (г. Дрогобыч) поставлено спектакль «Елегія STYKS». Драма рассказывает о трагических страницах переселения в 1947 году этнических украинцев из Польши (операция «Висла»).
В 2012 году Украинский драматический театр им. М. Коцюбинского (г. Нежин) поставил комедию Татьяны Иващенко «Прости меня…или…Заказываю любовь» («Замовляю любов»).
В 2012 году в Винницком Академическом музыкально-драматическом театре состоялась премьера спектакля «Заказываю любовь», пьеса Татьяны Иващенко.
В 2013 году Львовский областной музыкально-драматическом театре им. Юрия Дрогобыча (г. Дрогобыч) поставил пьесу «Бегство от реальности» («Втеча від реальності»).
В 2013 году Волынский областной академический музыкально-драматический театр им. Тараса Шевченко (Луцк) поставил пьесу «Заказываю любовь» («Замовляю любов»).
В 2013 году Первый академический украинский театр для детей и молодёжи создал спектакль «Бегство от реальности» («Втеча з реальності»).